# Laurent Garnier
Laurent Garnier és un DJ, compositor i productor de música electrònica. Va fundar i dirigeix el segell francès F Communications.

## Biografia
Laurent Garnier va néixer l'1 de febrer de 1966 a Boulogne-Billancourt, França en una família de firaires. Molt jove s'adona que la música és i serà part de la seva vida. Es tanca a la seva cambra, transformat en un club nocturn real, diverses hores al dia. Als plats, s'imagina fent ballar multituds i entreté la família cada vegada que té l'oportunitat.
Però quan es va traslladar a Londres per a esdevenir un lacai de l'ambaixador de França després de sortir de l'escola d'hostaleria primer que involucra a tots.
Va descobrir la nit anglesa i va creuar les portes del club anglès The Haçienda a Manchester es va afanyar a punxar els primers discos provinents de Detroit i de l'etiqueta Underground Resistance. De nou a Anglaterra, descobreix les raves-party i tracta de portar la música britànica actual a l'escena francesa. Privilegiant l'aspecte musical com un vehicle per a l'organització d'aquestes festes, es va distanciar del moviment "en tant que la primera droga, els diners es converteixen en les principals raons de l'organització d'aquestes reunions" després d'ell.

## Aspectes destacats de la seva carrera
- 1987 DJ Acid house al club The Haçienda amb el nom de DJ Pedro (Manchester, Anglaterra)
- Anys 90 DJ house i techno durant les nits Wake Up al Rex Club (París, França) i a l'An-fer (Dijon).
- 1994 Creació del segell discogràfic F Communications amb Eric Morand.
- 1995 Produeix Ludovic Navarre St Germain i l'àlbum Boulevard.
- 1998 Primer premi de Victoires de la musique en la categoria Música electrònica o Dance nomenada a l'època house

Segons ell promoure la diversitat musical, és el propòsit de la seva ràdio via web: Pedro's Broadcasting Basement, que combina diferents estils musicals. També va ser DJ resident al Rex Club (Paris) fins al juliol de 2005 per les nits Stéréomaniac, defensant sobre tot l'eclecticisme musical (rock, drum and bass i techno.
Mentrestant, ell va ajudar a canviar la imatge del techno i del house, que són més que simple soroll, sobretot entre el públic francès, a través de la seva presència a "Radio Nova" o "Radio FG" i rebent un Victoire de la musique.
El seu llibre Electrochoc publicat 2007 està dedicat a l'escena electrònica. Escena de la que va ser testimoni de l'augment dels finals dels 80 i en va ser un dels actors durant els anys 90. Amb l'ambició d'expressar el moviment del públic durant aquests anys va viatjar per Europa, el món, clubs i festes rave (ell ha estat testimoni de l'aparició i desaparició).
El seu segell F Communications va suspendre les activitats l'any 2008. Comença aquest any a girar com a DJ. L'any 2009, va començar una gira mundial que presentà el seu nou àlbum Tales Of A Kleptomaniac. Més influenciat per músiques negres, de les que el techno també forma part, i sense deixar de banda l'aspecte de la pista de ball en diversos títols, aquest àlbum demostra ser un dels de més èxit.
El 2010, va realitzar una gira d'una pel·lícula / ficció (del que també va compondre la banda sonora) de la seu llibre Electroshock, on el personatge principal vol arribar a ser un DJ. El 13 de març de 2010, va concloure la seva gira de "Tales Of A Kleptomaniac" amb un concert a la Salle Pleyel, incloent un llançament en DVD el 2011. La retransmissió del concert es va poder veure al lloc web d'Arte et de la Cité de la Musique fins al 15 de juny de 2010. Mentrestant, va participar en el Festival de so Nit de Lió amb una barreja de 4 hores amb el seu nou projecte en viu "LBS" (Live Booth Sessions). Trio compost per Laurent Garnier, Benjamin Rippert & Stéphane Dri (alies Scan X).
Per l'any de Rússia a França, va compondre la música per al ballet Suivront Mille Ans de Calme, creat per Angelin Preljocaj en col·laboració amb els ballarins del Teatre Bolxoi. Des 3 gener 2010 Laurent Garnier ha tornat amb el seu programa de ràdio It is what it is, coproducció de Radios francophones publiques. Aquest programa s'emet a França a la ràdio Le Mouv’ tots els diumenges de 21 a 22h00, també a Bèlgica a Pure Fm, a Suïssa a Couleur 3 i pròximament a Mali pel canal 2, programa de l'ORTM Arxivat 2011-03-15 a Wayback Machine. per a joves amb seu a Bamako.

## Selecció de Discografia

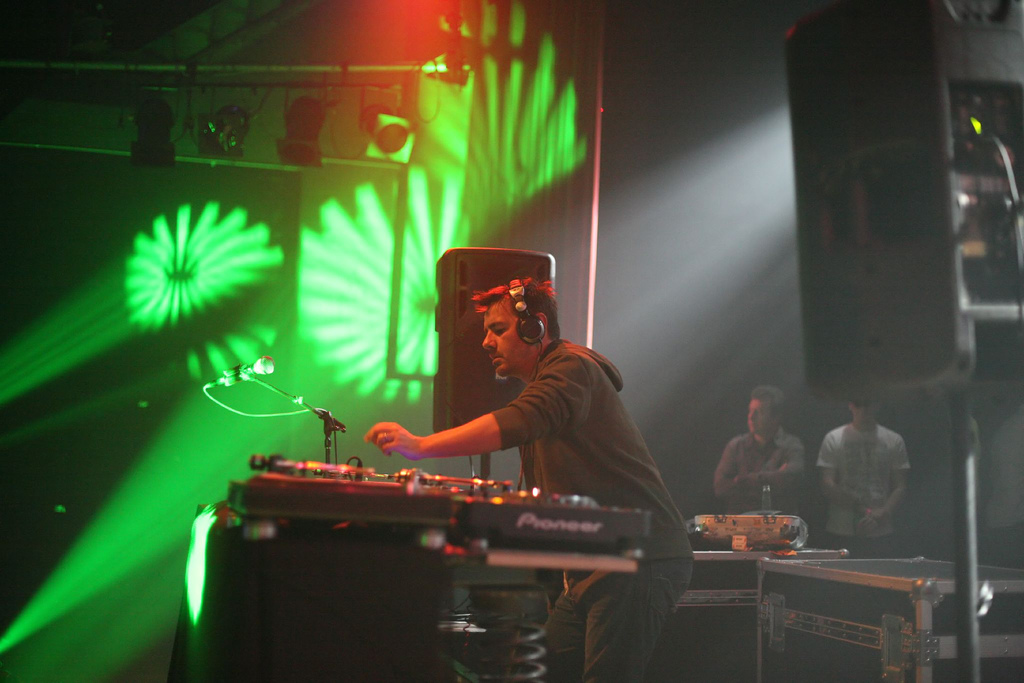
Laurent Garnier a Melbourne el 2007

### Albums
- Shot in the Dark (1994)
- 30 (1997)
- Unreasonable Behaviour (2000)
- EarlyWorks (compilation) (2001)
- The Cloud Making Machine' (2005)
- Retrospective (2006)
- Public Outburst (album live) (2007)
- Tales of a Kleptomaniac (2009)[2]

### Singles
- French Connection (amb Mix Master Doody) - Who cares - Creed records - 1990

#### Sota Fnac Music Dance Division
- French Connection (amb Mix Master Doody) - As French Connection - 1991
- Stronger by design EP - 1992
- Join hands remixes - 1992
- Choice - Paris EP - 1993 (legalment publicat sota Fragile Records i Transmat Records)
- A bout de souffle EP - 1993
- For house music lovers - 1993
- Alaska - Lost in Alaska - 1993
- Planet House EP - 1993

#### Sota F Communications
- Dune (amb Pascal Feos) - Alliance EP - 1994
- Astral Dreams - 1994
- Alaska - Deuxième EP - 1995
- Club Traxx EP - 1995
- The Hoe - 1996
- Crispy Bacon part 1 (extret de 30) - 1997
- Crispy Bacon part 2 - 1997
- Flashback (extrait de 30) - 1997
- Coloured city - 1998
- Club traxx EP vol 2 - 1998
- The sound of the big babou - 1999
- The man with the red face - 2000
- Greed - 2000
- Greed world wide remixes - 2000
- Sambou - 2002
- Alaska - Returning back to Sirius - 2003
- Marl Chingus (amb Ludovic Llorca) - 6 months earlier - 2004
- The cloud making machine reworks vol 1 & 2 - 2005
- Gnamankoudji - 2009[2]

#### Sota altres etiquetes
- Back to my roots EP - Innervisions - 2008
- Alaska - It's Just Muzik EP - Crosstown Rebels - 2010

### Compilacions i discos compactes mixtos
- X-Mix - Destination Planet Dream (Studio !K7 - 1994)
- Mixmag Live Vol. 19 (1995)
- Laboratoire Mix (2xCD, React, 1996)
- Early Works (2xCD, 1998)
- Classic And Rare : La Collection Chapter 3 (F Communications, 2002)
- Excess Luggage (3+2xCD, F Communications, 2003)
- "Life:Styles" (import - Harmless Recordings Londres, 2004)
- The Kings Of Techno (Rapster Records, 2006)
- Mix per Mixmag pel 25 aniversari de la revista (primavera 2008)
- Laurent Garnier presenta The Roots of Tales of a Kleptomaniac (Mix de Tsugi n°19, 05/2009)

### DVD
- Greed - DVD single - F Communications, Film Office, TDK Mediactive - 2001
- Live à l'Elysée Montmartre - F communications - 2002

## Premis
- 1998 : Victoire de la Musique, categoria Àlbum de música electrònica dance de l'any per l'album "30"